# Municipio de Teopantlán
El municipio de Teopantlán es uno de los 217 municipios que conforman al estado mexicano de Puebla, localizado en la zona central del mismo. Su cabecera es la localidad de Teopantlán.

## Historia
En el periodo prehispánico el territorio del municipio fue ocupado en distintas épocas por grupos olmecas, mixtecas y teotihuacanos. Posteriormente la región fue sometida a la guarnición mexica de Itzocán.
Durante el periodo colonial el municipio estuvo bajo la jurisdicción eclesiástica de Izúcar de Matamoros. En el siglo XIX era integrante del distrito de Izúcar de Matamoros. Teopantlán se escindió como municipio libre en 1895.

## Geografía
El municipio de Teopantlán se encuentra localizado en la zona central del estado de Puebla, forma parte del Valle de Atlixco y Matamoros. Tiene una extensión territorial total de 249.497 kilómetros cuadrados que equivalen al 0.73% de la superficie total del estado. Sus coordenadas extremas son 18°36′ - 18°52′ de latitud norte y 98°10′ - 98°20′ de longitud oeste y su altitud fluctúa entre 1100 y 2300 metros sobre el nivel del mar.
Limita al norte con el municipio de Ocoyucan y con el municipio de Puebla, al este con el municipio de Huehuetlán el Grande y con el municipio de Huatlatlauca, al sureste con el municipio de Coatzingo y al suroeste con el municipio de Ahuatlán; al oeste el límite corresponde al municipio de Xochiltepec y al municipio de San Diego la Mesa Tochimiltzingo y al noroeste con el municipio de Atlixco.

## Demografía
De acuerdo a los resultados del Censo de Población y Vivienda de 2010 realizado por el Instituto Nacional de Estadística y Geografía, la población total del municipio de Teopantlán asciende a 4 024 personas; de las que 1 807 son hombres y 2 217 son mujeres.
La densidad de población es de 16.13 habitantes por kilómetro cuadrado.

### Localidades
El municipio incluye en su territorio un total de 8521 localidades. Las principales, considerando su población del censo de 2010 son:
| Localidad               | Población |
| Total Municipio         | 4 024     |
| Teopantlán              | 2 963     |
| San Francisco Jalapexco | 568       |
| San Sebastián Tenango   | 222       |
| El Zapote               | 73        |

## Política

### Representación legislativa
Para la elección de diputados locales al Congreso de Puebla y de diputados federales a la Cámara de Diputados federal, el municipio de Teopantlán se encuentra integrado en los siguientes distritos electorales:
Local:
- Distrito electoral local de 23 de Puebla con cabecera en Acatlán de Osorio.[4]

Federal:
- Distrito electoral federal 14 de Puebla con cabecera en la ciudad de Atlixco.[5]